# Heliocles II

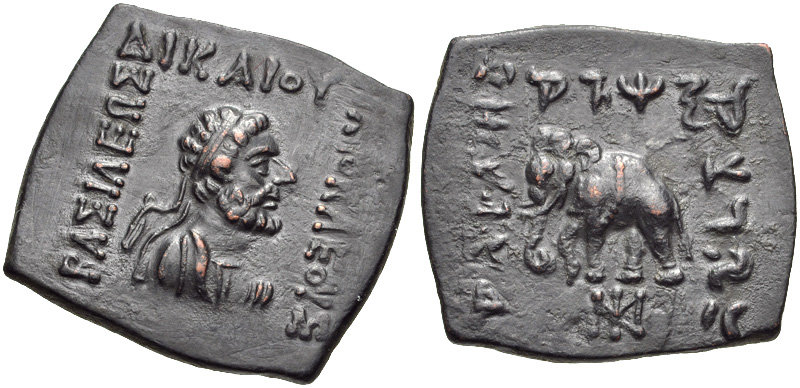
Moneda de Heliocles II

Heliocles II Dikaios (en griego antiguo: Ἡλιοκλῆς Β΄ ὁ Δίκαιος; el epíteto significa "el Justo"), se cree que fue uno de los últimos reyes indogriegos, y pariente del rey bactriano, Heliocles I. Bopearachchi Y R. C. Sénior parecen para estar de acuerdo en que gobernó ca 95–80 a. C. .
Heliocles II parece haberse comprometido en una serie de guerras con Estratón I en Gandhara y Punyab; los dos compartieron varias cecas, y Heliocles II reacuñó muchas de sus monedas. Durante este periodo, varios reyes lucharon por la hegemonía en los territorios indogriegos. Algunos de ellos probablemente pudieron ser apoyados por los gobernantes nómadas saces, como Maues.

## Genealogía
Heliocles II utilizó un reverso de Zeus en pie, que era una deidad común entre los reyes indogriegos tardíos. J. Jakobsson ve a Heliocles como hijo del rey Antialcidas Nikephoros (que utilizaba un tipo de Zeus sentado) y quizás el nieto de Heliocles I.
Sugiere que Heliocles era el hermano mayor del rey Archebius Nikephoros Dikaios, quien parece haber sucedido a Heliocles II en Gandhara (quizás después de su muerte por enfermedad; Heliocles I aparece demacrado en sus últimos retratos). Archebius Utiliza un reverso muy similar y combina los epítetos de Heliocles II y Antialcidas; además, sus retratos de moneda son similares, con narices ganchudas y expresiones feroces.
R.C. Sénior ha en cambio sugirió una conexión con Demetrio III, quién utilizó un reverso similar al de Zeus en pie..

## Monedas de Heliocles II
Heliocles II emitió monedas indias de plata con su retrato (con diadema, yelmo o arrojando la lanza)/ Zeus de pie, y bronces con retrato barbudo (Heliocles o Zeus) / elefante.
Es incierto si acuñó monedas áticas. Un número de monedas póstumas de Heliocles se han encontrado en Bactriana; posiblemente algunas de ellas pueden haber sido acuñadas por Heliocles II, aunque no hay monogramas similares.